# Aldege Bastien
Pour les articles homonymes, voir Bastien.
Joseph Aldege Albert Bastien (né le 29 août 1919 à Timmins en Ontario au Canada – mort le 15 mars 1983 à Pittsburgh aux États-Unis) est un joueur professionnel de hockey sur glace devenu entraîneur et dirigeant.

## Biographie

### Carrière de joueur
Il commence sa carrière en 1939 en étant le gardien de but remplaçant pour les Sea Gulls d'Atlantic-City. Il ne joue cependant pas de la saison et il faut attendre 1945 pour le voir jouer son premier match professionnel. Il est alors gardien pour les Hornets de Pittsburgh dans la Ligue américaine de hockey. Au cours de la même saison il joue également avec la franchise associée dans la Ligue nationale de hockey, les Maple Leafs de Toronto.
Il met fin à sa carrière de joueur en 1949 après quatre saisons avec les Hornets. Lors de ses deux dernières saisons, il remporte le trophée Harry-« Hap »-Holmes pour le gardien de but avec la plus petite moyenne de buts encaissés et est nommé dans la première équipe d'étoiles de la LAH de 1947 à 1949.

### Après-carrière
Après la fin de sa carrière de joueur, il reste avec les Hornets et devient l'entraîneur de l'équipe. Il occupe ce poste de temps en temps : saison 1949-1950, saison 1953-1954, de 1961 à 1963 et enfin lors de la saison 1966-1967, dernière saison des Hornets. Lors de cette dernière saison, il remporte la Coupe Calder du champion des séries éliminatoires de la LAH.
En 1977, il est le directeur général des Penguins de Pittsburgh. Le 15 mars 1983, à l'issue du soirée un peu trop « arrosée », il est victime d'un accident de voiture. Transporté d'urgence à l'hôpital Mercy de Pittsburgh, il meurt vingt minutes plus tard à l'âge de 63 ans.
À la suite de son décès, un trophée interne aux Penguins est mis en place par la direction. La presse locale de Pittsburgh décerne un trophée pour le joueur le plus disponible pour les interviews. Le trophée se nomme « "Baz" Bastien Memorial - Good Guy Award ». Depuis 1984, le trophée Aldege-« Baz »-Bastien est remis annuellement au meilleur gardien de but de la LAH.

## Statistiques
| Saison    | Équipe                    | Ligue |    | Saison régulière | Saison régulière | Saison régulière | Saison régulière | Saison régulière | Saison régulière | Saison régulière | Saison régulière | Saison régulière | Saison régulière |    | Séries éliminatoires | Séries éliminatoires | Séries éliminatoires | Séries éliminatoires | Séries éliminatoires | Séries éliminatoires | Séries éliminatoires | Séries éliminatoires | Séries éliminatoires |
| Saison    | Équipe                    | Ligue | PJ | V                | D                | Pr/N             | Min              | BC               | Moy              | % Arr            | Bl               | Pun              | PJ               | V  | D                    | Min                  | BC                   | Moy                  | % Arr                | Bl                   | Pun                  |                      |                      |
| 1938-1939 | Trappers de North Bay     | AHO   | 2  | 0                | 2                | 0                | 140              | 12               | 5,14             | --               | 0                |                  | 2                | 0  | 2                    | 140                  | 12                   | 5,14                 | --                   | 0                    |                      |                      |                      |
| 1939-1940 | Sailors de Port Colborne  | AHO   | 17 | 12               | 5                | 0                | 1 030            | 47               | 2,74             | --               | 2                |                  | 4                | 1  | 3                    | 240                  | 23                   | 5,75                 | --                   | 0                    |                      |                      |                      |
| 1939-1940 | Sea Gulls d'Atlantic-City | EHL   | 2  | --               | --               | --               | 90               | 4                | 2,67             | --               | 0                |                  | 2                | 1  | 1                    | 120                  | 9                    | 4,5                  | --                   | 0                    |                      |                      |                      |
| 1940-1941 | Marlboros de Toronto      | AHO   | 15 | 10               | 4                | 0                | 890              | 35               | 2,36             | --               | 1                |                  | 11               | 8  | 3                    | 675                  | 19                   | 1,69                 | --                   | 1                    |                      |                      |                      |
| 1940-1941 | Marlboros de Toronto      | AHO   | 9  | 3                | 4                | 0                | 370              | 17               | 2,76             | --               | 1                |                  | 9                | 3  | 4                    | 370                  | 17                   | 2,76                 | --                   | 1                    |                      |                      |                      |
| 1941-1942 | Marlboros de Toronto      | AHO   | 28 | 13               | 11               | 4                | 1 740            | 81               | 2,79             | --               | 1                |                  | 6                | 2  | 4                    | 391                  | 18                   | 2,76                 | --                   | 0                    |                      |                      |                      |
| 1942-1943 | Cornwall Army             | LHSQ  | 30 | --               | --               | --               | 1 760            | 97               | 3,31             | --               | 4                |                  | 6                | 2  | 4                    | 366                  | 22                   | 3,61                 | --                   | 0                    |                      |                      |                      |
| 1945-1946 | Maple Leafs de Toronto    | LNH   | 5  | 0                | 4                | 1                | 300              | 20               | 4                | --               | 0                |                  | --               | -- | --                   | --                   | --                   | --                   | --                   | --                   | --                   |                      |                      |
| 1945-1946 | Hornets de Pittsburgh     | LAH   | 38 | 16               | 15               | 7                | 2 280            | 144              | 3,79             | --               | 1                |                  | 6                | 3  | 3                    | 385                  | 20                   | 3,12                 | --                   | 0                    |                      |                      |                      |
| 1946-1947 | Hornets de Pittsburgh     | LAH   | 40 | 23               | 12               | 5                | 2 400            | 104              | 2,6              | --               | 7                |                  | 12               | 7  | 5                    | 720                  | 29                   | 2,42                 | --                   | 1                    |                      |                      |                      |
| 1946-1947 | Wolves de Hollywood       | PCHL  | 22 | --               | --               | --               | 1 320            | 33               | 1,5              | --               | 5                |                  | --               | -- | --                   | --                   | --                   | --                   | --                   | --                   | --                   |                      |                      |
| 1947-1948 | Hornets de Pittsburgh     | LAH   | 68 | 38               | 18               | 12               | 4 080            | 170              | 2,5              | --               | 5                |                  | 2                | 0  | 2                    | 130                  | 6                    | 2,77                 | --                   | 0                    |                      |                      |                      |
| 1948-1949 | Hornets de Pittsburgh     | LAH   | 68 | 39               | 19               | 10               | 4 080            | 175              | 2,57             | --               | 6                |                  | --               | -- | --                   | --                   | --                   | --                   | --                   | --                   | --                   |                      |                      |